# Andreina Chiari Branchi
Andreina Branchi, in arte Andreina Chiari Branchi (Parma, 1942), è una scrittrice italiana.

## Biografia
Ha frequentato, presso l’antico istituto Sant'Orsola delle suore Orsoline di Parma, la scuola per segretaria d’azienda e corrispondenti esteri diplomandosi con il massimo dei voti.
È cresciuta in una famiglia di musicisti: infatti la madre -Baronessa Paolina Paganini- diplomata in pianoforte e concertista (1903-2006) era pronipote del violinista compositore Nicolò Paganini nella cui villa di proprietà -in Gaione di Parma- nacque e risiedette fino al termine degli studi superiori; il fratello Giorgio Branchi, diplomatosi nel 1970 al Conservatorio Musicale Arrigo Boito di Parma, è stato docente di Composizione musicale nei Conservatori di Pesaro, Piacenza e Parma, vincendo il Premio Arturo Toscanini.
Assunta quale dirigente, dalla Cooperativa Commissionaria dei Pubblici Esercizi e Pasticcerie (CCEPP) di Parma, passa nel 1976 per concorso nella segreteria dell’Istituto Statale d’Arte Paolo Toschi di Parma, sposata al dirigente dell’Unione Parmense degli Industriali, Dr. Guido Umberto Chiari, è mamma di due figlie: Annalisa, laureata in Economia Aziendale Internazionale presso l’Università American University of London e Maddalena laureata in Giurisprudenza all’università di Ferrara.
Nel maggio 1991 a Palombara  Sabina (Roma) Andreina ritira il Premio Europeo Selma Lagerlof.
Sempre attenta alle problematiche dei bambini viene chiamata nel 1994 dall’Unicef Italia a presiedere il Comitato UNICEF di Parma e Provincia, carica che ricopre fino all’anno 2004: promuove qui molteplici iniziative volte a sensibilizzare la pubblica opinione sulle necessità dell’infanzia nei paesi poveri del mondo nonché a raccogliere risorse per l’attività di tale sodalizio; rilevante ad esempio l’impegno profuso per l’invio di somme di denaro e generi alimentari in occasione della guerra del Kosovo.
Personalmente destina all’UNICEF Italia i proventi che tale fondazione ha potuto realizzare con la vendita in tutti i punti incontro UNICEF Italia grazie al dono di proprie pubblicazioni: migliaia di copie del CD “La Principessa della Luna” nonché del volume “Castelli in Aria”, oltre che i proventi derivanti dalla vendita dei volumetti facenti parte della collana “Il Maggiociondolo” appositamente realizzata a tale scopo.
Sempre convinta dell’importanza di contribuire a far crescere nel bambino la fantasia grazie anche alla lettura di divertenti “buone fiabe”, pubblica, da prima sul quotidiano Gazzetta di Parma, parecchi suoi racconti, favole e fiabe e successivamente attraverso case editrici locali e nazionali, veri e propri volumi contenenti numerosi testi di varia ispirazione.

Il 13 gennaio 1998 (Giornata del Patrono della città) la Municipalità di Parma ha conferito ad Andreina Chiari Branchi l’attestato di civica benemerenza “Premio Sant'Ilario”.
Pure l’Associazione Parma Nostra conferisce il proprio Premio Sant'Ilario e successivamente l’annovera tra i cosiddetti  “Medaglioni Femminili del ‘900 a Parma”.
Altre iniziative dell’autrice: in concomitanza delle festività di fine anno 2005 Andreina Chiari Branchi ha realizzato con TV PARMA la proiezione giorno dopo giorno della lettura di proprie fiabe nell’ambito di un programma per bambini dal titolo “Parmigiani Illustri raccontano una fiaba ai nostri bambini...per un Natale da favola”.
I testi dell’autrice sono stati letti da imprenditori, attori nonché da autorità locali, tra cui il vescovo Monsignor Cesare Bonicelli, il Sindaco Elvio Ubaldi, il Comandante dei Carabinieri Ollari, la imprenditrice Emanuela Barilla, l’attrice Elisabetta Pozzi, il giornalista Giorgio Torelli, la superiora delle suore Chieppine Adolfina Schianchi.
A fine anno 2006, sempre TV PARMA ha trasmesso un programma dedicato ai bambini dal titolo “C’era una volta... itinerario da favola nei castelli del parmense”.
Nel settembre 2006, l’Ordine Costantiniano di San Giorgio, per mano del suo Gran Maestro, il Principe Carlo Ugo di Borbone Parma, ha conferito ad Andreina la medaglia d’argento del Principe.

L’invio in Vaticano del testo della fiaba  “Lettere d’Amore” tratta dal volume “Castelli in Aria” Abax Editrice ha ottenuto il vivo apprezzamento di sua Santità Papa Benedetto XVI.
In occasione del Natale 2007 TV PARMA ha realizzato il programma dal titolo “La Fiaba in villa” ove l’attore e regista Mario Lanfranchi ha interpretato una serie di testi fiabeschi dell’autrice.
Nel 2010 l’autrice ha realizzato il programma fiabe di TV PARMA cui ha preso parte il regista Mario Lanfranchi nella cornice del Museo Glauco Lombardi in Parma che contiene i cimeli appartenuti alla Duchessa Maria Luisa d’Austria sposa di Napoleone Bonaparte.
Nel luglio 2017 pubblica il volume dal titolo “Tra Favola e Mito” (Silva editore, scritto a quattro mani con la figlia, Maddalena Chiari Morini) che ha ottenuto il terzo posto al premio "Firenze 2017 - narrativa edita - 35ª edizione" con la seguente motivazione: "quella di un ideale collegamento tra fiabe moderne e antichi miti classici è una scelta felice, che dà vita ad una ricca e brillante ricerca, bene accompagnata da eloquenti illustrazioni e basata su un adeguato studio, presentata dalle due Chiari, amabili e lodevoli narratrici, in questa pubblicazione accattivante scintillante di vivacità, grazia e buon gusto".
A novembre 2020 pubblica il libro "Inno alla Creatiività" (Edicta editrice) in cui, grazie alle poesie ed alle immagini fotografiche di Maddalena Chiari, dà vita ad una pubblicazione innovativa ed originale in cui si fondono tre differenti linguaggi: la fiaba, la poesia e la fotografia.

## Vita privata
È sposata e madre di due figlie.

## Opere

### Volumi per l'infanzia
- Un lasciapassare per la terra e altri racconti, Brescia 1985 (Casa Editrice Nazionale “La Scuola) (Contiene n.4 testi)
- Le Fiabe dell’Arcobaleno, Brescia 1988 (Casa Editrice Nazionale  “La Scuola”) (Contiene n.11 testi) ISBN 88-350-8112-2[8]
- Nel Regno incantato delle fate, Brescia 1991 (Casa Editrice Nazionale “La Scuola”) (Contiene 8 testi) ISBN 88-350-8402-4 [9]
- Il sentiero del Maggiociondolo, Parma 1994 (Editrice PPS) (contiene 4 testi)
- Nel bosco incantato…. una voce racconta, Parma 1994 (Editrice PPS) (contiene 5 testi)
- Nell’universo….frammenti di luce, Parma 1994 (Editrice PPS)  (contiene 5 testi)[10]
- Le Tonsille con la guepiere: il giorno in cui Marco si ammalò, Parma 1994 (Cartongraf)[11]
- Sogni di Fate, Brescia 1996 (Casa Editrice Nazionale La Scuola) (Contiene 9 testi) ISBN 88-350-9184-5[12]
- Storie di fate, principi e caffettiere, Brescia 1998 (Casa Editrice nazionale – La Scuola) (contiene 9 testi) ISBN 88-350-9493-3
- Fiabe senza tempo, Parma 1998 (Editrice Battei) (Contiene 6 testi)
- Castelli in Aria, Parma 1999 (Abax Editrice) – Beneficiaria UNICEF Italia (contiene 7 testi)[13]
- Collana Il Maggiociondolo, Parma – 2001-2006 (Abax Editrice) Beneficiaria UNICEF Italia (N. 10 volumetti contenenti n. 18 testi in totale) Nel dicembre 2003 Mondadori Pubblicità nel fascicolo n. 2506 di “Topolino” dedica una pagina ai primi sei volumetti della collana.[14]
- Magie e Misteri, Brescia 2007 (Casa Editrice Nazionale La Scuola) contiene n.12 testi ISBN 978-88-350-2203-9
- Un Maggiolino chiamato Giuditta, Viterbo-Roma 2010 (Casa Editrice Gruppo Albatros Il Filo) contiene 5 testi ISBN 978-88-567-3407-2
- Tra piccoli sogni e grandi incantesimi. Fiabe da vivere, Parma 2015 (Editrice Diabasis) Contiene 14 testi.  ISBN 978-888-103-8664[15]
- Tra Favola e Mito, Parma 2017 (Silva Editore) (Contiene n. 11 abbinamenti)  ISBN 978-88-7765-203-4[16]
- Inno alla Creatività, Parma 2020 (Edicta Editore) ISBN 888-99-98660

### Composizioni musicali
- Angioletti: ninna nanna, con parole e musica dell’autrice PARMA 1994  (Editrice PPS)[17]
- La principessa della luna, CD – Beneficiaria UNICEF Italia 1996. Tratto dall’omonima fiaba dell’autrice contenuta nel volume “Nel Regno incantato delle fate”. Musiche: Maestro Alessandro Nidi; testi delle canzoni: Bruno Stori; voce recitante: Elio Pandolfi; personaggi: Lucio Dalla, Mirella Freni, Renato Bruson.[18]

### Romanzi per adulti
- Le peonie di mia madre: elogio di una passione, Viterbo – Roma, 2011, Casa editrice Gruppo Albatro Il Filo, ISBN 978-88-567-3868-1[19]
- Non chiedermi di più, Viterbo – Roma, 2012, Casa editrice Gruppo Albatros Il Filo, ISBN 978-88-567-6068-2[20]